# Thuiaria ochotensis
Thuiaria ochotensis är en nässeldjursart som beskrevs av Konstantin Sergejewicz Mereschkowsky 1878. Thuiaria ochotensis ingår i släktet Thuiaria och familjen Sertulariidae. Inga underarter finns listade i Catalogue of Life.